# Dassault Ouragan
Дассо MD-450 «Ураган» (фр. Dassault MD-450 Ouragan) — французский истребитель-бомбардировщик, первый серийный реактивный самолёт ВВС Франции. Совершил первый полёт 28 февраля 1949 года, поступил на вооружение в 1952 году. «Ураган» поставлялся на экспорт в Индию, Израиль и Сальвадор; все три страны применяли его в боевых действиях.
Лётчиком-испытателем самолёта был французский пилот русского происхождения Константин Розанов.

## Разработка

### Предпосылки создания
Франция, по причине оккупации Германией на протяжении большей части Второй мировой войны, не смогла достичь значимых успехов в проектировании и разработке новых боевых самолетов. В марте 1945 года авиационный конструктор Марсель Блох вернулся во Францию из плена в концентрационном лагере Бухенвальд и задался целью восстановить авиационную промышленность путем разработки и производства полностью французского истребителя, оснащенного новейшим по меркам того времени реактивным двигателем. В частности, он стремился разработать самолет достаточно быстро, чтобы захватить развивающийся рынок таких самолетов. В начале 1946 года Блох переименовал себя и свою новую компанию в Dassault, в честь прозвища своего брата во французском Сопротивлении во время войны.
В 1947 году, после минимальной подготовки завода и наладки оборудования, Дассо официально приступил к разработке этого полностью французского истребителя, которая вначале велась исключительно по его личной инициативе. По словам историка авиации Кеннета Мансона, дизайн нового самолета больше опирался на американское, а не на британское авиационное влияние, поскольку он решил использовать такие особенности, как очень тонкое крыло, похожее с установленным на Lockheed P-80 Shooting Star, и базовую конфигурацию планера и агрегатов, сравнимую с  F-86 Sabre, производимыми в США.
С учетом нацеленности конструктора на создание перехватчика упор в первую очередь был сделан на высокую скороподъемность. Самолет был оснащен одним турбореактивным двигателем Rolls-Royce Nene, который уже производился по лицензии во Франции компанией Hispano-Suiza для SNCASE SE-535, который, в свою очередь, был построенной по лицензии версией британского самолета de Havilland Vampire.
В сентябре 1947 года между Dassault и Бюро Генерального штаба ВС Франции состоялась серия переговоров по проекту. Реакция французского правительства на это предложение была положительной, однако в то время не было размещено твердого заказа на самолет, что потребовало самостоятельной реализации проекта. В декабре 1947 года началась фаза рабочего проектирования проекта, которому был присвоен индекс MD (Марсель Дассо) 450. 7 апреля 1948 года на заводе компании в Сен-Клу, недалеко от Парижа, началось строительство прототипа. 29 июня 1948 года решение Dassault продолжить работу было подтверждено заключением контракта № 2223/48 с Технической авиационной службой  Министерства обороны Франции, которая заказала строительство трех прототипов.

### Постройка прототипов
В течение 15 месяцев после официального начала проектных работ первый прототип, получивший обозначение MD.450-01, был полностью построен и совершил свой первый полет 28 февраля 1948 года. За штурвалом в первом полете находился шеф-пилот компании Дассо Константин Розанов. У первого прототипа отсутствовали топливный наддув, не было вооружения и характерных топливных баков на законцовках крыла, как у последующих серийных самолетов. Он был оснащен  двигателем Rolls-Royce Nene 102 с центробежным компрессором, способным развивать тягу 22,27 кН (2270 кг/с). Во время эксплуатационных испытаний в 1949 году первый прототип достиг максимальной скорости 980 км/ч (609 миль в час) и начальной скорости набора высоты 43 м/с.
В мае 1948 года второй прототип  MD.450-02  совершил первый полет. Этот самолет отличался гермокабиной и более полным комплектом внутреннего оборудования. В ноябре 1948 года второй прототип был отправлен в летно-испытательный центр в Мариньяне для участия в испытаниях на маневренность и скороподъемность, во время которых было зафиксировано, что он поднялся на высоту 15 000 м (49 213 футов). В декабре 1948 года на этом самолете впервые появились крыльевые баки емкостью 450 литров, которые стали неотъемлемой чертой всех Ураганов. Испытания второго прототипа были прекращены из-за повреждения во время одной из посадок из-за неисправности шасси.
Постройка третьего прототипа была отложена, чтобы учесть уроки, извлеченные из первых двух прототипов. 2 июня 1950 года третий прототип, MD.450-03, совершил свой первый полет. Этот самолет был оснащен двигателем Rolls-Royce Nene 104, также выпускаемым по лицензии Hispano-Suiza, который предполагалось использовать на серийных самолетах. Его отправили в Центр исследования Министерства обороны в Вол-де-Казо для проведения испытаний вооружения, сначала 15-мм, а затем и 20-мм встроенных пушек.
31 августа 1949 года ВВС Франции заказали 15 предсерийных самолетов, количество которых позже было сокращено до 12, для поддержки программы испытаний. Контракт был подписан 15 декабря 1949 года. Эти предсерийные самолеты широко использовались в различных летных испытаниях и тестах, включая использование различных двигателей, схемы подвески вооружения и полезной нагрузки оборудования, а также для осуществления других программ по этому проекту. Среди этих самолетов, получивших обозначения от MD.450-1 до MD.450-12, было несколько заметных модификаций, в частности, MD.450-6 был первым самолетом этого типа, оснащенным триммерами с электроприводом, MD.450-8 (также известный как MD.450R) был построен как самолет-разведчик, а MD.450-10 использовался как летающая лаборатория, для испытания двигателя SNECMA Atar.

## Производство
Согласно Кеннету Мансону,  во время заказа на предсерийный самолет во французском правительстве рассматривалась возможность закупки до 850 «Ураганов» в рамках пятилетнего плана перевооружения французских военно-воздушных сил. 31 августа 1950 года Dassault получила первоначальный фиксированный контракт на поставку 150 серийных «Ураганов» для оснащения ВВС. В последующие годы французское правительство разместило еще три заказа, каждый из которых будет предусматривать еще 100 «Ураганов», однако последний из этих дополнительных заказов будет отменен в январе 1952 года в пользу заказа на более новый и более совершенный Dassault Mystère IIC.
Производственные мощности Dassault оказались не в состоянии достичь темпов производства, необходимых для удовлетворения заказов по подписанным контрактам, отчасти из-за нехватки времени на доработку конструкции самолета, чтобы облегчить его массовое производство. В итоге часть работ была передана по субподряду другим французским производителям самолетов. С фирмой SNCASE было заключено соглашение о сборке носовой части фюзеляжа самолета на заводе в Тулузе, а аналогичное соглашение со SNCASO привело к тому, что фирма начала производить заднюю часть фюзеляжа в Сен-Назере и крылья в Бугене. Заводы Dassault производили центральную часть планера и хвостовое оперение, а окончательная сборка осуществлялась на заводе Dassault в Мериньяке.
5 декабря 1951 года  первый серийный «Ураган» совершил свой первый полет. Между предсерийным и серийным самолетом было мало различий, наиболее значительными из которых были изменения в конструкции створок шасси, закрывающих выдвижную стойку носового колеса, в ответ на аварии, произошедшие на первых двух прототипах. К концу 1952 года было построено 39 серийных самолетов; еще 93 были изготовлены в 1953 году, а последние 118 экземпляров были закончены к середине 1954 года.
Несколько серийных «Ураганов» были экспериментально адаптированы для использования  с неподготовленных взлетно-посадочных полос. Модификации включали замену одноколесной главной стойки на двухколесную, оснащенную шинами низкого давления, убиравшимися в обтекатель, установленный под корнями крыла. Также были установлены тормозные парашюты для сокращения пробега по взлетно-посадочной полосе.  Самолеты, оборудованные таким образом, получили прозвище «Barougan», полученное от сочетания названия Урагана с арабским словом «Baroud» (битва). Данная модель предназначалась для боевых действий в Алжире. 24 февраля 1954 года первый Barougan совершил свой первый полет. Еще три самолета использовались в программе испытаний, которая включала несколько посадок на траву. Вследствие бюджетных ограничений в 1958 году от дальнейшей разработки варианта Barougan отказались, некоторые из испытательных самолетов позже были переоборудованы обратно в стандартную конфигурацию MD-450.
18 февраля 1950 года фирма Дассо подписала контракт на разработку ночного истребителя MB 451. Этот двухместный самолет должен был быть оснащен радаром в носовом обтекателе, а это означало, что потребуются боковые воздухозаборники. Для проверки новых воздухозаборников передняя часть предсерийного «Ураган» № 11 была модифицирована. Самолет под новым названием MD 450-30 L впервые поднялся в воздух в Мелен-Виллароше 24 января 1952 года под управлением Шарля Монье. Увеличение массы самолета в сочетании с отсутствием радара побудило корпорацию отказаться от проекта  сосредоточить свои усилия на более совершенной модели из той же линейки — MD 453 Mystère de Nuit.

## Конструкция
Дассо MD-450 «Ураган» был одним из первых серийных истребителей  в мире с реактивным двигателем. Он имел базовую компоновку с одним разделенным воздухозаборником в носовой части, который подавал воздух по обе стороны кабины к двигателю, который располагался непосредственно за пилотом. «Ураган» был оснащен одним турбореактивным двигателем Rolls-Royce Nene, производимым по лицензии компанией Hispano-Suiza. Ранние самолеты были оснащены катапультными креслами Martin-Baker Mk.1, однако большинство серийных самолетов вместо этого были оснащены катапультными креслами SNCASO E.86. Некоторые из наиболее характерных аэродинамических особенностей «Урагана» включали стреловидное хвостовое оперение и тонкое крыло, сужающееся вдоль передней кромки.

## Бывшие операторы
Франция
- ВВС Франции - 370 самолетов, включая прототипы и предсерийные версии[5].

 Израиль
- ВВС Израиля - 75 самолетов.

 Индия
- ВВС Индии - 104 самолета.

 Сальвадор
- ВВС Сальвадора - 18 самолетов.

## Боевое применение
Принимал широкое участие в ряде военных конфликтов.
В ходе Суэцкого кризиса 1956 года израильские «Ураганы» сбили египетский истребитель FB.52 «Вампир». Также в столкновениях с египетскими МиГ-15 два «Урагана» получили тяжёлые повреждения (один вероятно списан), также как был повреждён и один «пятнадцатый». 31 октября «Ураганы» обстреляли египетский фрегат Ибрагим эль-Аваль, в результате корабль был захвачен израильтянами.
Применялись во время Индийской аннексии Гоа в 1961 году.
В ходе Шестидневной войны (1967) «Ураганы» использовались для ударов по аэродромам, уничтожив на земле ряд истребителей Hunter, Vampire, МиГ-15, МиГ-17, МиГ-21 и других самолётов. В частности в ходе налёта четвёрки «Ураганов» на иорданскую авиабазу Мафрак были уничтожены почти все находящиеся на аэродроме «Хантеры» и «Вампиры». Возвращаясь, израильская четвёрка была обстреляна своими же зенитчиками, в результате попадания ракеты ЗРК Hawk один «Ураган» разбился, пилот погиб. Ещё девять было сбито вражеской ПВО, доведя потери израильских «Ураганов» до 10 машин. В воздушном бою «Ураганом» был сбит сверхзвуковой египетский МиГ-21.
21 марта 1969 израильский «Ураган» был сбит иорданской зенитной артиллерией, пилот погиб.
Использовался Индией в ходе войны 1965 года. Один индийский «Ураган» был принуждён к посадке пакистанским истребителем F-104 «Старфайтер» и ныне находится в пакистанском авиационном музее.
В 1975 году Израиль продал 18 «Ураганов» Сальвадору, который их использовал в ходе гражданской войны. 25 января 1981 года пара истребителей MD.450 «Ураган» ВВС Сальвадора сбили лёгкий двухмоторный самолёт Piper «Aztec», который сбрасывал оружие партизанам ФНОФМ. 27 января 1982, примерно через год после потери своего самолёта, спецназ ФНОФМ совершил дерзкий рейд прямо на главную базу ВВС Сальвадора в Илопанго и уничтожил 5 «Ураганов».

## Тактико-технические характеристики
Технические характеристики
- Экипаж: 1 человек
- Длина: 10,73 м
- Размах крыла: 13,16 м
- Высота: 4,14 м
- Площадь крыла: 23,8 м²
- Масса пустого: 4142 кг
- Масса снаряжённого: 7404 кг
- Масса максимальная взлётная: 7900 кг
- Двигатель: 1× Роллс-Ройс «Нин» 104B тягой 22,2 кН

Лётные характеристики
- Максимальная скорость у земли: 940 км/ч
- Крейсерская скорость: 750 км/ч
- Боевой радиус: 450 км
- Перегоночная дальность: 920 км
- Практический потолок: 13 000 м
- Скороподъёмность: 38 м/с (2280 м/мин)
- Длина разбега: 783 м
- Длина пробега: 910 м

Вооружение
- Пушки: 4×20 мм (Испано-Сюиза HS.404), боекомплект — 125 сн/ствол
- НАР — до 16×105 мм
- бомбы — 2×454 кг